# Jack Smight
Jack Smight (9 de març de 1925 – Los Angeles, 1 de setembre de 2003) fou un director de cine i de teatre americà.
Smight va néixer a Minneapolis, Minnesota. Va anar a escola amb Peter Graves, qui seria en el futur un reconegut actor. Entre les seves obres destaquen The Traveling Executioner, No Way to Treat a Lady, Rabbit, Run, Canvi d'esposes, Midway, Harper, Airport 1975, Damnation Alley i l'Emmy Eddie, guardonat així com altres episodis de sèries televisives com ara: The Twilight Zone; The Alfred Hitchcock Hour i Columbo.
Smight va morir de càncer a Los Angeles el 2003.

## Filmografia
- El tercer dia (The Third Day) (1965)
- Harper (1966)
- Calidoscopi (Kaleidoscope) (1966)
- The Secret War of Harry Frigg (1968)
- No Way to Treat a Lady (1968)
- The Illustrated Man (1969)
- Strategy of Terror (1969)
- Rabbit, Run (1970)
- The Traveling Executioner (1970)
- Frankenstein: The True Story (1973)
- Airport 1975 (1974)
- Midway (1976)
- Damnation Alley (1977)
- Fast Break (1979)
- Canvi d'esposes (Loving Couples) (1980)
- Number One with a Bullet (1987)